# Jerzy Honowski
Jerzy Honowski (ur. 20 lutego 1929 w Poznaniu, zm. 30 grudnia 2011 w Krakowie) – leśnik, taternik, organizator i wieloletni dyrektor Gorczańskiego Parku Narodowego.

## Życiorys
Od najmłodszych lat wychowywał się w Zakopanem. Ojciec był chemikiem, współtworzył Wytwórnię Materiałów Wybuchowych dla Armii Krajowej. Stryj Jerzego, Wacław, lotnik, brał udział w słynnej bitwie o Anglię. Jerzy Honowski zaraz po II wojnie światowej, jako 16-letni młodzieniec, był więziony przez władze komunistyczne i torturowany w więzieniu na Montelupich w Krakowie za współpracę z AK. Maturę zdał w Zakopanem w 1948 r. Wstąpił do Szkoły Morskiej w Gdyni, po roku nauki jednak zrezygnował. W 1949 r. rozpoczął studia na Wydziale Leśnym Uniwersytetu Jagiellońskiego w Krakowie. Ukończył je w 1953 r. W 1961 został nadleśniczym w Kamienicy, a po reorganizacji w Limanowej. Był też taternikiem, dokonał szeregu przejść bardzo trudnymi szlakami w Tatrach. Przez 12 lat walczył o powołanie Gorczańskiego Parku Narodowego. Działania te zostały uhonorowane 1 stycznia 1981 powołaniem czternastego parku narodowego w Polsce. Został pierwszym dyrektorem tego parku. Zrezygnował w 1992 r. Przez ostatnie lata przed emeryturą pracował w Regionalnej Dyrekcji Lasów Państwowych w Krakowie. Pochowany na Cmentarzu Powązkowskim w Warszawie.

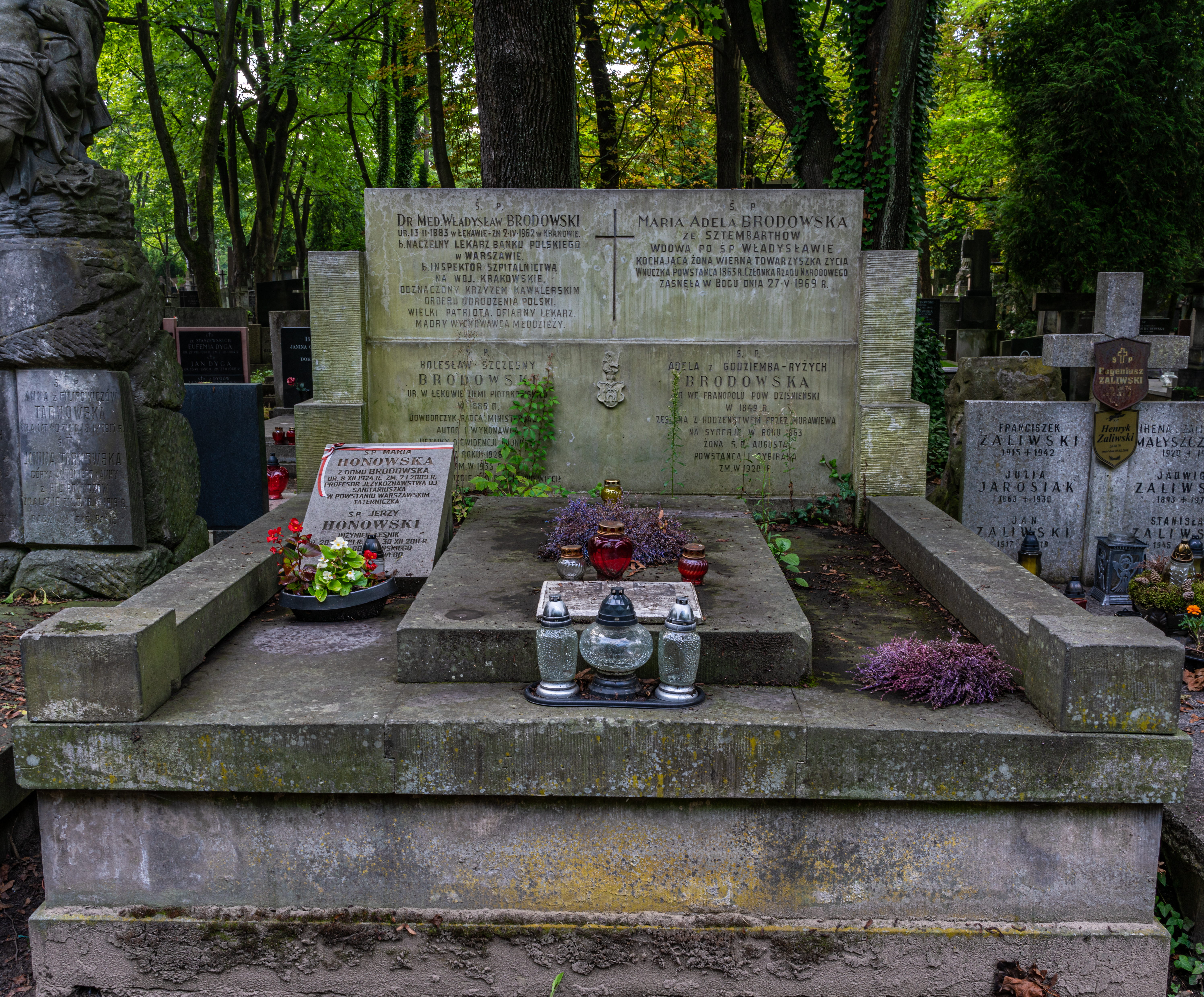
Grobowiec Honowskich na warszawskich Powązkach

Jego żoną była prof. Maria Honowska z domu Brodowska, mieli pięcioro dzieci.